# Gustav Adolfs kyrka, Gustav Adolfs
Gustav Adolfs kyrka (finska: Hartolan kirkko) är en kyrkobyggnad i Gustav Adolfs i Finland.
Kyrkan började byggas 1911, och invigdes den 16 december 1913. Arkitekt var Josef Stenbäck.

### Fotnoter
1. ↑  ”Hartolan Seurakunta Kirkko keskellä kylää” (på finska). Gustav Adolfs kyrka. Arkiverad från originalet den 28 juli 2014. https://web.archive.org/web/20140728174859/http://www.hartolanseurakunta.fi/historia.html. Läst 28 juli 2014.